# شوكان الاسفل (بكيل المير)

تعديل مصدري - تعديل

شوكان الاسفل هي إحدى قرى عزلة صبران بمديرية بكيل المير التابعة لمحافظة حجة، بلغ تعداد سكانها 117 نسمة حسب تعداد اليمن لعام 2004.